# Volodia Teitelboim
Volodia Valentín Teitelboim Volosky (Chillán, 17 de marzo de 1916-Santiago, 31 de enero de 2008) fue un abogado, político y escritor chileno de origen judío. Recibió el Premio Nacional de Literatura en 2002.

## Biografía
Hijo de inmigrantes eslavos judíos, el ucraniano Moisés Teitelboim Kraitzer y la moldava Sara Volosky Blank, desde pequeño se interesó en la literatura.
Estudió en el Liceo Luis Cruz Martínez de Curicó y en el Liceo Miguel Luis Amunátegui, época en la cual empezó a militar en las Juventudes Comunistas, a los 16 años. Posteriormente ingresó a estudiar en la Facultad de Derecho de la Universidad de Chile, donde al egresar presentó su tesis de grado titulada El amanecer del capitalismo. La conquista de América.
En paralelo había iniciado una carrera como periodista, oficiando de redactor deportivo en El Diario Ilustrado y de director de la revista Qué hubo en la semana. Fue reportero, crítico literario y columnista para los periódicos Frente Popular y El Siglo.
Estuvo casado con Raquel Weitzmann, junto con la cual crio como hijo a Claudio Bunster (originalmente Claudio Teitelboim), quien al descubrir, en abril de 2005, que Volodia no era su padre biológico, adoptó el apellido de su verdadero progenitor, el abogado Álvaro Bunster. Otro hijastro suyo, Roberto Nordenflycht, militó en el Frente Patriótico Manuel Rodríguez con el alias «Aurelio», y murió en 1989 durante un ataque a las instalaciones militares del Aerodrómo Tobalaba, en el que mató al teniente Julio Zegers.
Con Eliana Farías, su segunda esposa, tuvo una hija, Marina, Diplomática de Carrera, egresada de la Academia Diplomática de Chile Andrés Bello, y que actualmente es Embajadora de Chile en Portugal.

## Carrera literaria
Su trabajo literario, por el cual fue galardonado con el premio de los Juegos Florales de 1931 y el Premio Nacional de Literatura de Chile el año 2002, destaca por las memorias, biografías y ensayos.
Su primer libro, publicado en conjunto con Eduardo Anguita en 1935, Antología de poesía chilena nueva, recopila a los grandes poetas de ese país y desata una fuerte controversia en la época, ya que omite a Gabriela Mistral, acentuando la pugna entre Vicente Huidobro, Pablo de Rokha y Pablo Neruda, con quien cultivó posteriormente una estrecha amistad desde 1937. Tres años antes, fue precisamente Teitelboim quien señaló que el Poema 16 de Veinte poemas de amor y una canción desesperada del futuro Premio Nobel era una paráfrasis del Poema 30 de El Jardinero, de Rabindranath Tagore. Aunque en su momento detractores de Neruda, como Huidobro y De Rokha, intentaron utilizar la anécdota para acusar al vate de un supuesto plagio, el hallazgo pasó a la historia de la literatura universal como uno de los más descarados ejemplos de paráfrasis.[cita requerida]
Los libros de memorias de Teitelboim, Un muchacho del siglo XX (1997), La gran guerra de Chile y otra que nunca existió (2000) y Noches de radio (2001), recogen desde su perspectiva política y social un gran arco de situaciones y vivencias del Chile del siglo XX. Famosas son sus biografías de Jorge Luis Borges, Huidobro, Neruda y Gabriela Mistral. Su obra también abarca la poesía y la novela, género en el que marcó un hito en la narrativa social con Hijo del salitre, que tiene como protagonista a Elías Lafferte, histórico líder comunista y pieza clave en el desarrollo del movimiento obrero en Chile. Miembro de la generación del '38, fue influenciado por el surrealismo literario, que compartió con Miguel Serrano, Aduardo Anguita, Juan Marin y otros.
Periodista, crítico literario y fundador, junto a Neruda de la revista Aurora de Chile en 1938 y Araucaria, en su exilio en Madrid durante la década de 1980, además del periódico El Siglo. Volodia Teitelboim volcó su pasión por la palabra no sólo en volúmenes, sino también en la arena política, donde los más diversos sectores lo han reconocido como uno de los grandes oradores del Congreso Nacional. Como él mismo comentó, «la política era mi mujer legítima y la literatura, mi amante. La amante me rondaba por las noches, pidiéndome cuentas».

## Carrera política

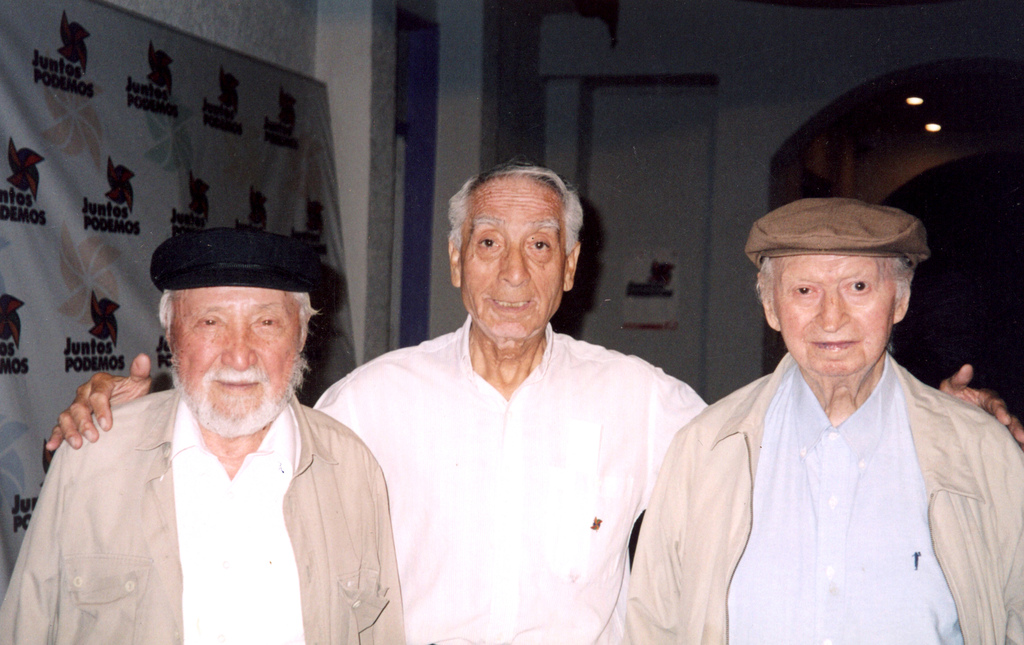
Luis Corvalán, Ernesto Araneda y Volodia Teitelboim, posiblemente en 2007.

Durante la década de 1940 sufrió, al igual que muchos de los militantes del Partido Comunista de Chile (PCCh), la persecución y el exilio, una vez dictada por el entonces presidente Gabriel González Videla la Ley de Defensa Permanente de la Democracia (también conocida como Ley maldita). Estuvo relegado y detenido en la localidad de Pisagua.
Entre 1961 y 1965 fue diputado por Valparaíso. En 1965 fue elegido senador por Santiago, y permaneció en este cargo hasta el golpe de Estado del 11 de septiembre de 1973.
Durante la dictadura militar de Augusto Pinochet vivió el exilio en Moscú, Unión Soviética, donde dirigió el programa Escucha Chile en Radio Moscú y rearticuló al PCCh. Retornó clandestinamente a Chile en las postrimerías de la dictadura militar, presentándose a las autoridades en 1988 y exigiendo que se establezca un gobierno provisional en Chile posteriormente al triunfo del «No» en el plebiscito de ese año.
En 1989 fue elegido secretario general del PCCh, cargo que ejerció hasta 1994, cuando Gladys Marín asumió el relevo.

## Muerte
En enero de 2008 sufrió un quebrantamiento de su salud, por lo que debió ser ingresado en la Clínica de la Universidad Católica de Chile. El día 26 del mismo mes su equipo médico comunicó que en las últimas horas una neumonía lo mantenía en estado de suma gravedad, y en los días siguientes se agregó compromiso progresivo de consciencia y falla renal. El parte médico del 31 de enero señaló que se encontraba en «un estado agónico terminal». Ese mismo día, a las 19:05, falleció.
Sus restos fueron velados en el ex Congreso Nacional, donde asistió gran cantidad de público a rendirle homenaje póstumo, incluyendo a políticos e intelectuales de diverso signo, entre ellos la presidenta Michelle Bachelet, que en la ocasión entonó el Himno de la Internacional Socialista. El 2 de febrero fueron sus funerales en el Cementerio General, a los que asistieron miles de personas.

## Controversias
Eduardo Labarca, quien en 2005 se reconoció autor de las memorias apócrifas del asesinado general Carlos Prats, inculpó indirectamente a Volodia Teitelboim como el responsable de la iniciativa de realizar la falsa autobiografía.

## Premios y distinciones
- Premio de los Juegos Florales 1931
- Premio Mejores Obras Literarias Publicadas 1993 por Huidobro, la marcha infinita (Consejo Nacional del Libro y la Lectura)
- Premio Altazor 2001 de Ensayo por La gran guerra de Chile y otra que nunca existió
- Premio Nacional de Literatura 2002

## Obras
- Antología de poesía chilena nueva - 1935.
- El amanecer del capitalismo. La conquista de América - 1943.
- Hijo del salitre - 1952.
- La semilla en la arena. Pisagua - 1957.
- Hombre y hombre - 1969.
- El oficio ciudadano - 1973.
- El pan de las estrellas - 1973.
- La lucha continúa, pólvora del exilio - 1976.
- Narradores chilenos del exilio - 1978.
- La guerra interna - 1979.
- Neruda - Editorial Meridion. Madrid, 1984.
- La palabra y la sangre - 1986.
- El corazón escrito - 1986.
- En el país prohibido - 1988.
- Gabriela Mistral, pública y secreta - 1991.
- Huidobro, la marcha infinita - 1993.
- Los dos Borges - 1996.
- Un muchacho del siglo XX - 1997.
- Notas de un concierto europeo - 1997.
- Voy a vivirme - 1998.
- La gran guerra de Chile y otra que nunca existió - 2000.
- Noches de radio - 2001.
- Ulises llega en locomotora - 2002.

## Historial electoral

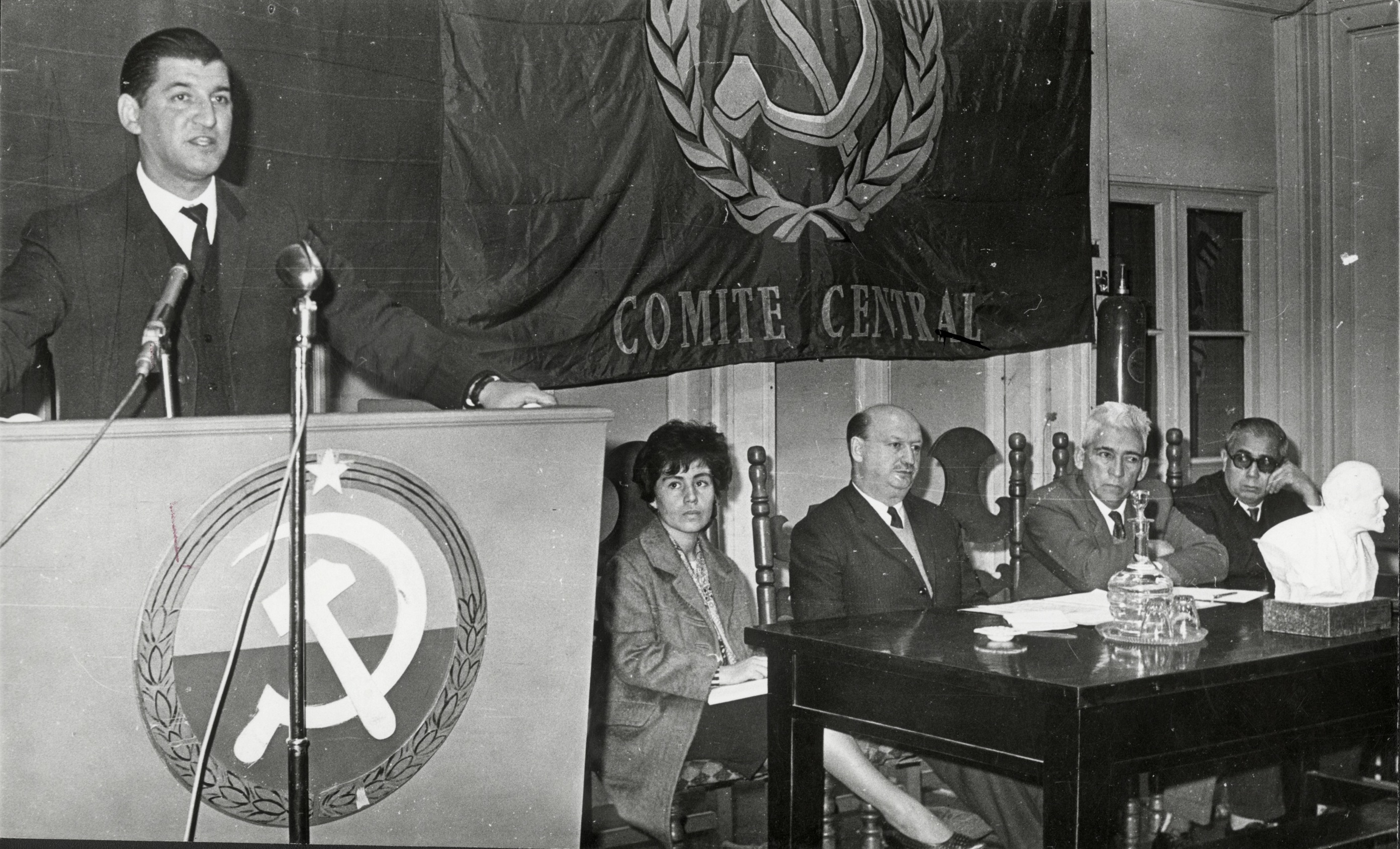
Teitelboim en un acto del Comité Central del Partido Comunista.

### Elecciones parlamentarias de 1965
- Elecciones parlamentarias de 1965 a Senador por la Cuarta Agrupación Provincial, Santiago Período 1965-1973 (Fuente: Dirección del Registro Electoral, 7 de marzo de 1965)

### Elecciones parlamentarias de 1973
- Elecciones parlamentarias de Chile de 1973 para senador por la Cuarta Agrupación Provincial, Santiago Período 1973-1981